# Xã Spring Creek, Quận Elk, Pennsylvania
Xã Spring Creek (tiếng Anh: Spring Creek Township) là một xã thuộc quận Elk, tiểu bang Pennsylvania, Hoa Kỳ. Năm 2010, dân số của xã này là 233 người.